# Кент (Охајо)
Кент (енгл. Kent) град је у америчкој савезној држави Охајо.

## Демографија
По попису из 2010. године број становника је 28.904, што је 998 (3,6%) становника више него 2000. године.
| Група             | 2000.          | 2010.          |
| Белци             | 23.807 (85,3%) | 23.595 (81,6%) |
| Афроамериканци    | 2.541 (9,1%)   | 2.782 (9,6%)   |
| Азијати           | 599 (2,1%)     | 1.065 (3,7%)   |
| Хиспаноамериканци | 357 (1,3%)     | 642 (2,2%)     |
| Укупно            | 27.906         | 28.904         |